# اورت راجرز
اورت راجرز (انگلیسی: Everett Rogers; ۶ مارس ۱۹۳۱ – ۲۱ اکتبر ۲۰۰۴)، پژوهشگر، آموزگار و یکی از برجسته‌ترین نظریه پردازان و جامعه شناسان اهل ایالات متحده آمریکا بود.
او یک استاد برجسته در وزارت ارتباطات و روزنامه‌نگاری در دانشگاه نیومکزیکو بود.